# Cynoglossus maculipinnis
Cynoglossus maculipinnis és un peix teleosti de la família dels cinoglòssids i de l'ordre dels pleuronectiformes que es troba des de les costes de l'oest d'Austràlia fins a Queensland i Papua Nova Guinea.